# Karl Essig
Karl Essig (* 10. Juli 1871 in Rotenberg, Oberamt Cannstatt; † 3. November 1947 in Murrhardt) war ein deutscher Oberamtmann.

## Leben
Essig studierte von 1889 bis 1891 evangelische Theologie in Tübingen und von 1891 bis 1895 Regiminalwissenschaften in Tübingen und Berlin. Seit 1889 war er Mitglied der Studentenverbindung Tübinger Königsgesellschaft Roigel (1933–1935 Tübinger Burschenschaft Roigel). Er legte 1895 die erste und 1897 die zweite höhere Dienstprüfung ab.
Danach trat er in die württembergische Innenverwaltung ein. Von 1914 bis 1916 leistete er Heeresdienst. Er leitete von 1916 bis 1918 als Oberamtsverweser das Oberamt Geislingen. 1921 wurde er Regierungsrat bei der Regierung des Neckarkreis in Ludwigsburg, dann stellvertretender Berichterstatter beim Landesgewerbeamt und anschließend Regierungsrat auf gehobener Stelle beim Oberamt Heilbronn. 1924 wechselte er an das Oberamt Ludwigsburg als Regierungsrat auf gehobener Stelle. 1934 trat er in den Ruhestand.

## Auszeichnungen
- Wilhelmskreuz